# Графика стиха
Графика стиха — особый способ записи стихотворного текста в его отличии от прозаического. Наиболее универсальным — свойственным подавляющему большинству произведений во всех национальных культурах, пользующихся буквенной (а не иероглифической) графикой, — элементом графики стиха является «столбик», то есть запись каждой новой ритмической единицы текста с новой строки. В отдельных национальных поэзиях в отдельные эпохи обязательный или почти обязательный характер приобретали и другие элементы графики стиха — например, прописная буква в начале каждой строки или сдвиг влево на несколько знаков каждой чётной строки по отношению к нечётным.
Напротив, некоторые элементы стиховой графики употребляются относительно редко и связаны с индивидуальными особенностями автора или нормами определённого литературного течения. Так, во второй половине XX века в западных поэзиях получил распространение полный отказ от прописных букв в стихотворном тексте, связанный обычно с отказом и от знаков препинания: как правило, обращение к этому приёму свойственно авторам, культивирующим особую лирическую бесстрастность, стремящимся освободить поэзию от примитивных, лежащих на поверхности эмоциональных реакций, — или поэтам, тяготеющим к принципу «потока сознания», пытающимся непосредственно, без обработки передать течение мыслей, ощущений или речевой поток как таковой.
Наконец, те или иные элементы графики стиха могут использоваться поэтом в связи с конкретной художественной задачей, реализуемой в данном тексте. Так, в стихах Нины Искренко (а вслед за ней изредка и у других авторов) время от времени встречаются зачёркнутые слова и, реже, словосочетания, за которыми, как правило, следуют другие, как бы заменяющие неправильный вариант на правильный:
Она стала целовать его всего перемазанного мармеладом и в хвост и в гриву
и в витрину Елисеевского гастронома и в компьютер «Макинтош»
А он нарочно подставлял ей то одну то другую ланиту дискету
не забывая при этом целовать её в каждый кохиноровский карандаш
— этот приём позволяет Искренко прерывать линейное развитие лирического сюжета, подгружая дополнительные смысловые пласты (в данном случае архаизм «ланита» и евангельский образ «подставить другую щеку» придают глубокое лирическое измерение полупародийной в остальном сцене любви в суперсовременном антураже).
Бывает, что стих оформляется как прозаический текст (этим известен, например, Леонид Каганов). Читатель не сразу и замечает, что текст рифмованный.
Как правило, под графикой стиха понимается только использование — обычное или не вполне обычное — достаточно привычных, канонических средств оформления текста. Более радикальные сдвиги в этой области — комбинация словесного текста с рисунком, введение цветовых и шрифтовых решений в качестве обязательного элемента текста (а не просто как свойство данной конкретной публикации этого текста), расположение текста на странице нелинейным способом и т. д. — приводят к выходу произведения за пределы поэзии как вида искусства в соседний вид — визуальную поэзию, с выразительными средствами геометрики и колористики стиха Архивная копия от 10 октября 2011 на Wayback Machine.